# Nemere (keresztnév)
A Nemere 19. századi költött név az erdélyi Nemere-hegység és a felőle fújó szél nevéből.  A nemzeti mitológia megteremtésére tett kísérlet eredménye, a műmondákban a pusztító óriás, ártó szellem neve.  Jelentése: nyughatatlan, békétlen(kedő).[forrás?]

## Gyakorisága
Az 1990-es években szórványos név, a 2000-es években nem szerepel a 100 leggyakoribb férfinév között.

## Névnapok
- december 19.[2]

## Híres Nemerék
- Kovács Nemere romániai magyar újságíró, közíró, ifjúsági író